# Yona Kosashvili
Yona Kosashvili est un joueur d'échecs et un chirurgien orthopédique israélien né le 3 juillet 1970 à Tbilissi en Géorgie.

## Biographie et carrière
Né en 1970 en Union soviétique, Kosashvili émigra avec sa famille en Israël en 1972.
En 1990, Yona Kosashvili remporta la médaille d'argent individuelle au deuxième échiquier de réserve de l'équipe d'Israël lors de l'Olympiade de Novi Sad avec 7,5 points sur 9 marqués.
Il obtint le titre de grand maître international en 1994. En 1995, il remporta son plus grand succès individuel à Haïfa devant, entre autres, Sergueï Dolmatov, Leonid Youdassine, Peter Svidler, Vladimir Akopian, Ilya Smirin, Lev Psakhis, Vadim Milov et Mikhaïl Gourevitch.
Il participa à l'Olympiade d'échecs de 1998 à Elista et l'équipe d'Israël finit quatrième de la compétition. En 2002, il remporta un tournoi à Willemstad sur l'île de Curaçao, ex æquo avec Viktor Kortchnoï.
Il a épousé en 1999 la joueuse hongroise Zsófia Polgár.